# Sistema de balizas bizantinas

Curso de la línea de balizamiento principal entre Constantinopla y Loulon en las puertas Cilicias

En el siglo IX, durante las guerras árabo-bizantinas, el Imperio bizantino utilizó un sistema de balizas para transmitir mensajes desde la frontera con el califato abasí a través de Asia Menor hasta la capital bizantina, Constantinopla.
Según las fuentes bizantinas (Constantino VII, Teófanes Continuatus y Magister simeón), la línea de balizas comenzaba con la fortaleza de Loulon, en la salida norte de las Puertas Cilicias, y continuaba por el monte Argaios (identificado principalmente con Keçikalesı en el Monte Hasan, pero también con el Monte Erciyes cerca de Cesarea), el monte Samos o Isamos (no identificado, probablemente al norte del Lago Tuz), la fortaleza de Aigilon (no identificada, probablemente al sur de Dorylaion), el monte Mamas (no identificado, Constantine Porphyrogenitus pone a Ulu Dag en su lugar), el monte Kyrizos (en algún lugar entre el Lago de İznik y el golfo de Kios, posiblemente Katerlı Dağı según WM Ramsay), el monte Mokilos sobre Yalova en la costa sur del Golfo de İzmit (identificado por Ramsay con Samanlı Dağı), el monte San Auxentius al sureste de Calcedonia (moderno Kayışdağı) y el faro (Pharos) del Gran Palacio de Constantinopla. Esta línea principal se complementaba con ramas secundarias que transmitían los mensajes a otras localidades, así como a lo largo de la propia frontera. 
La línea principal de balizas se extendía por unos 724,2 km. En los espacios abiertos de Asia Menor central, las estaciones se colocaron a 96,6 km de distancia, mientras que en Bitinia, con su terreno más accidentado, los intervalos se redujeron a ca. 56,3 km. Basado en experimentos modernos, un mensaje podría transmitirse a lo largo de toda la línea en una hora. Según se informa, el sistema fue ideado durante el reinado del emperador Teófilo (gobernado entre 829 y 842 por León el Matemático), y funcionaba a través de dos relojes de agua idénticos colocados en las dos estaciones terminales, Loulon y Lighthouse. Se asignaron diferentes mensajes a cada una de las doce horas, de modo que el encendido de una hoguera en la primera baliza en una hora particular señaló un evento específico y se transmitió por la línea a Constantinopla.
Según algunos de los cronistas bizantinos, el hijo y sucesor de Teófilo, Miguel III (r. 842-867) disolvió el sistema porque la vista de las balizas encendidas y la noticia de una invasión árabe amenazaban con distraer a la gente. Esta historia suele ser descartada por los eruditos modernos como parte de una campaña de propaganda deliberada por fuentes del siglo X ansiosas por ennegrecer la imagen de Miguel a favor de la dinastía macedónica que le sucedió. De existir algún elemento de verdad en este informe, puede reflejar una reducción o modificación del sistema, tal vez debido al retroceso del peligro árabe durante su reinado. Las partes supervivientes del sistema o uno nuevo pero similar parecen haber sido reactivados durante el reinado de Manuel I Comneno (r. 1143-1180).